# Clermontia quadridentata
Clermontia quadridentata är en skalbaggsart som beskrevs av Maurice Pic 1927. Clermontia quadridentata ingår i släktet Clermontia och familjen långhorningar. Inga underarter finns listade i Catalogue of Life.